# Szentpétervári metró
A szentpétervári metró (oroszul Петербургское метро [Petyerburgszkoje metro]) Szentpétervár metróhálózata. 1955. október 15-én nyitották meg. A moszkvai után ez volt a Szovjetunió sorban második és második legnagyobb metróhálózata. Öt vonallal, 125 kilométeren üzemel, állomásainak száma 72. További 4 vonalat terveznek, amellyel az állomások száma 126-ra emelkedne.

## Vonalak
| # | Név                                                     | Megnyitás éve | Hosszúság (km) | Állomások száma |
| - | ------------------------------------------------------- | ------------- | -------------- | --------------- |
| 1 | Kirovszko-Viborgszkaja (Кировско-Выборгская)            | 1955          | 29,7           | 19              |
| 2 | Moszkovszko-Petrogradszkaja (Московско-Петроградская)   | 1961          | 30,1           | 18              |
| 3 | Nyevszko-Vaszileosztrovszkaja (Невско-Василеостровская) | 1967          | 27,6           | 12              |
| 4 | Pravoberezsnaja (Правобережная)                         | 1985          | 11,2           | 8               |
| 5 | Frunzenszko-Primorszkaja (Фрунзенско-Приморская)        | 2008          | 26,2           | 15              |
|   | Összesen                                                |               | 124,8          | 72              |

## Állomások
| 1. vonal | 2. vonal | 3. vonal | 4. vonal | 5. vonal |  |
| Kirovszko-Viborgszkaja | Moszkovszko-Petrogradszkaja | Nyevszko-Vasziljeosztrovszkaja | Pravoberezsnaja | Frunzenszko-Primorszkaja |  |
| --- | --- | --- | --- | --- |  |
| - Gyevjatkino - Grazsdanszkij Proszpekt - Akagyemicseszkaja - Polityehnyicseszkaja - Ploscsagy Muzsesztva - Lesznaja - Viborgszkaja - Ploscsagy Lenyina - Csernisevszkaja - Ploscsagy Vossztanyija - Vlagyimirszkaja - Puskinszkaja - Tyehnologicseszkij Insztyitut - Baltyijszkaja - Narvszkaja - Kirovszkij Zavod - Avtovo - Lenyinszkij Proszpekt - Proszpekt Vetyeranov | - Parnasz - Proszpekt Proszvescsenyija - Ozerki - Ugyelnaja - Pionyerszkaja - Csornaja Recska - Petrogradszkaja - Gorkovszkaja - Nyevszkij Proszpekt - Szennaja Ploscsagy - Tyehnologyicseszkij Insztyitut - Frunzenszkaja - Moszkovszkije Vorota - Elektroszila - Park Pobedi - Moszkovszkaja - Zvjozdnaja - Kupcsino | - Primorszkaja - Vaszileosztrovszkaja - Gosztyinij Dvor - Majakovszkaja - Ploscsagy Alekszandra Nyevszkovo - Jelizarovszkaja - Lomonoszovszkaja - Proletraszkaya - Obuhovo - Ribackoje | - Szpasszkaja - Dosztojevszkaja - Ligovszkij Proszpekt - Ploscsagy Alekszandra Nyevszkovo - Novocserkasszkaja - Ladozsszkaja - Proszpekt Bolsevikov - Ulica Dibenko | - Komendantszkij Proszpekt - Sztaraja Gyerevnya - Kresztovszkij Osztrov - Cskalovszkaja - Szportyivnaja - Admiraltejskaja - Szadovaja metróállomás - Zvenyigorodszkaja - Obvodnij Kanal - Volkovszkaja - Buharestszkaja - Mezsdunarodnaja |  |